# آکتیس کپیتال
آکتیس کپیتال (انگلیسی: Actis Capital) شرکت خدمات مالی بریتانیایی است، که در سال ۲۰۰۴ تأسیس شد.